# Exechonella loslosensis
Exechonella loslosensis är en mossdjursart som beskrevs av Tilbrook 2006. Exechonella loslosensis ingår i släktet Exechonella och familjen Exechonellidae. Inga underarter finns listade i Catalogue of Life.